# Croton touranensis
Espèce
Statut de conservation UICN

 VU D2 : Vulnérable
Croton touranensis est une espèce de plantes à fleurs du genre Croton et de la famille des Euphorbiaceae, présente au Viêt Nam.